# Cosmodrama
Pour plus de détails, voir Fiche technique et Distribution.
Cosmodrama est un film de science-fiction français réalisé par Philippe Fernandez, sorti en 2015.

## Synopsis
Un vaisseau spatial perdu dans l'univers, véhiculant une petite équipe d'explorateurs qui ne savent plus, à la suite d'une trop longue cryogénisation, ni où ils sont, ni où ils vont, ni d'où ils viennent. L'essentiel de leur activité consiste donc à formuler des hypothèses sur ces sujets. La plupart dépassent largement l'entendement, et les discussions qu'elles entraînent tournent autour d'un polémique "principe anthropique", qui croit en un univers orienté vers l'avènement d’une pensée capable de l’observer.

## Fiche technique
- Titre : Cosmodrama
- Réalisation : Philippe Fernandez
- Scénario : Philippe Fernandez
- Musique : Sylvain Quément
- Montage : Philippe Fernandez
- Photographie : Frédéric Serve
- Décors : Paul Chapelle
- Costumes : Sarah Dupont
- Producteur : Christophe Gougeon, Antoine Segovia et Fabrizio Polpettini
- Production : Atopic
  - Coproduction : Michigan Films, Lugo Prod, The Hot Line, Magnolias Films, Cinemao
  - Association : SOFICA Cinémage 8
- Distribution : La Vingt-cinquième Heure
- Pays d'origine :  France
- Durée : 112 minutes
- Genre : science-fiction
- Dates de sortie :
  - Pays-Bas : 24 janvier 2015 (Festival international du film de Rotterdam)
  - France : 16 mai 2015 (festival de Cannes) ; 29 juin 2016 (sortie nationale)

## Distribution
- Jackie Berroyer : l'astronome
- Bernard Blancan : le reporter
- Émilia Dérou-Bernal : la physiologiste
- Ortès Holz : le sémiologue
- Serge Larivière : le régisseur
- Sascha Ley : la biologiste
- Emmanuel Moynot : le psychologue
- Stefanie Schüler : la femme des ondes